# Beroepsvereniging van Beeldende Kunstenaars
De Beroepsvereniging van Beeldende Kunstenaars (BBK) is een landelijke organisatie met hoofdzetel in Amsterdam, opgericht op 15 mei 1945 om de belangen van professionele beeldend kunstenaars te verdedigen. 

## Geschiedenis
De Beroepsvereniging van Beeldende Kunstenaars (BBK) kent een bewogen geschiedenis van samenwerkingsverbanden, afsplitsingen en fusies. Om te beginnen is de beroepsvereniging in oktober 1945 opgericht door kunstenaars uit de hoek van het Anti-Fascistische Comité van Kunstenaars, de Bond van Kunstenaars ter Verdediging van de Kultuur en de Socialistische Kunstenaars Kring. Als eerste voorzitter werd gekozen Jelle Troelstra. De vereniging was gevestigd in Amsterdam, en stelde zich te doen:
... op te treden als vakbond voor alle beeldende kunstenaars, het bevorderen van de ontwikkeling en beoefening van de beeldende kunst en het verdedigen en behartigen van zowel de gemeenschappelijke als de stoffelijke belangen van de beroepsgroep als geheel en van de individuele kunstenaar.
In 1946 was de BBK medeoprichter van de opgerichte Federatie van kunstenaarsverenigingen, en vormde daarin in eerste instantie verreweg de grootste groep. Met de jaren zijn er vier gewestelijke afdelingen tot stand gebracht: BBK Drente, BBK Friesland, BBK Groningen en BBK Rijnmond.
Mede door inzet van de BBK kreeg de politiek oog voor de situatie van kunstenaars, en kwam er in 1949 een landelijke regeling Sociale Bijstand voor Beeldende Kunstenaars (SBBK), ook bekend als Contraprestatie. Deze resulteerde in de Beeldende Kunstenaars Regeling.
In de jaren 1970 stond de Beroepsvereniging Beeldende Kunstenaars bekend als de belangrijkste particuliere organisatie van kunstambachtslieden. Ze waren politiek actief, en organiseerde diverse protestacties om aandacht te vragen voor de benaderde sociaal-maatschappelijke positie van kunstenaars.
In de jaren '80 van de vorige eeuw heeft de BBK zich ingezet voor verbetering en behoud van de BKR.
In 1994 ging een geplande fusie tussen de Beroepsvereniging Beeldende Kunstenaars (BBK) en de vakgroep beeldende kunst van De Kunstenbond van de FNV (FNV Kiem), op het laatst niet door. 
De BBK werkte mee aan de totstandkoming van de Wet inkomensvoorziening kunstenaars (WIK) en de Wet Werk en Inkomen Kunstenaars (Wwik), en zette zich vervolgens in voor het behoud van deze voorzieningen.

### Voorzitters, een selectie

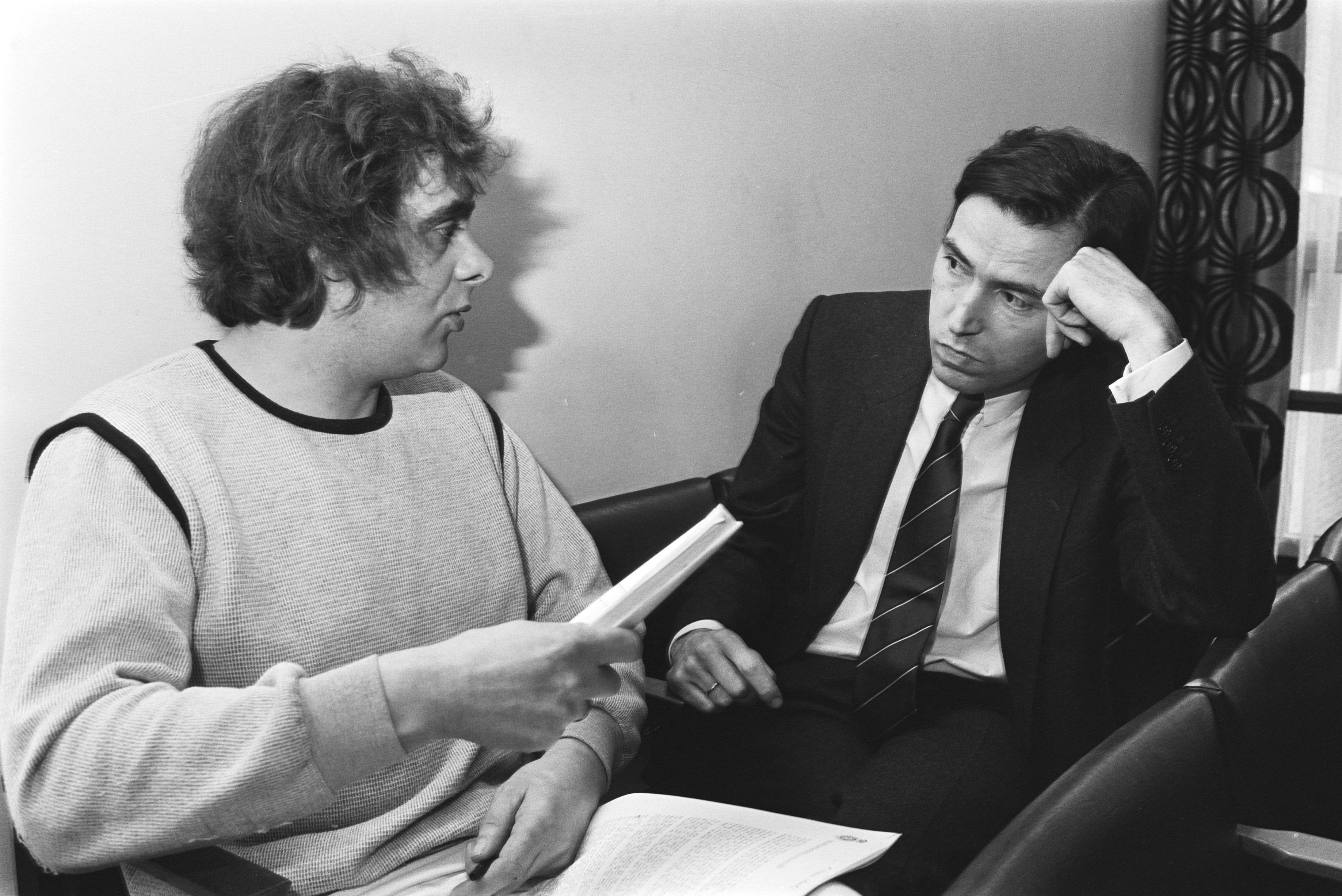
BBK-voorzitter Henk Rijzinga (links) spreekt met minister Elco Brinkman (WVC) in Den Haag, 1984.

- 1945-46. Jelle Troelstra.[10]
- 1947-48. Jo Voskuil[11]
- 1948-49. Jan Bruyn (kunstenaar)[12]
- 1956-57. Jac Seelen[13]
- 1964-65. Jan Franken Pzn.
- 1965-66. Jef Diederen[14]
- 1968-69. Ger Lataster[15]
- 1969-70. Bert de Laaf[16]
- 1971-72. Bob Bonies[17]
- 1972-73. Harry Visser[18]
- 1974-76. Tom S Hageman.[19]
- 1977-78. Bernd Lehmann[20]

- 1979-80. Johan Blaeke[21]
- 1980-82. Henk Rijzinga[22][23]
- 1983-84. Bart Houtkamp[24]
- 1984-85. Henk Rijzinga[24]
- 1985-96. Frits Linnemann[25][26]
- 1996-2001. Ronald Motta[27]
- 2001 t/m 2006. Martin Veltman
- 2006 t/m 2021 Theodor Schokker
- 2021 t/m 2021. Lilian Creemer
- 2021 t/m 2024. geen
- 2024 t/m 2025. Paul Dikker
- 2025 t/m heden. Suzanne Henning

### Andere bekende leden
- Rob ten Berge
- Kees Buurman
- Slavko Dujic
- Berthe Edersheim
- Hans Eschauzier
- Maria van Everdingen
- Marianne van der Heijden
- Jaap Hiddink
- Friso ten Holt
- Bob ten Hoope
- Mieke van Ingen
- Jan Kagie
- Jaak Kreijkamp
- Piet Landkroon

- Daan Lemaire
- Johan Lennarts
- Sander Littel
- Jos Lussenburg
- Jon Marten
- Jan Meefout
- Geert Meyer
- Nico Onkenhout
- Michel van Overbeeke
- Paul Panhuysen
- Emile Puettmann
- Kees Romeyn
- Aart Roos

- Teun Roothart
- Henk van Rooij
- Henri Schoonbrood
- Jef Schipper
- Sjra Schoffelen
- Ad Snijders
- Ernst Vijlbrief
- Johan Walraven van Winkoop
- Toon Wegner
- Paul Werner
- Wout Wilgenburg
- Koningin Wilhelmina[28]
- Henk Willemse
- Mark Witteveen

## Publicaties
- Teunis Ĳdens (1994). "Van kunstenaarsverzet tot politieke vakbond.: Over de ontwikkeling van de BBK in de periode 1945-1973". In: Bulletin Nederlandse Arbeidersbeweging (1994), pag. 81-95